# 야후! 바벨피쉬
야후! 바벨피쉬(Yahoo! Babel Fish)는 야후!의 무료 웹 기반 기계 번역 서비스였다. 2012년 5월에 빙 번역기 (현재 마이크로소프트 번역기)로 대체되었고, 이전 쿼리는 해당 서비스로 리다이렉션되었다. 야후!는 바벨피쉬 번역 서비스를 빙 번역기로 전환했지만, 번역 애플리케이션을 마이크로소프트에 완전히 판매한 것은 아니다. 가장 오래된 무료 온라인 언어 번역기인 이 서비스는 13개 언어(영어, 중국어 간체, 중국어 번체, 네덜란드어, 프랑스어, 독일어, 그리스어, 이탈리아어, 일본어, 한국어, 포르투갈어, 러시아어, 스페인어)를 포함하여 36쌍의 텍스트 또는 웹 페이지를 번역했다.
이 인터넷 서비스의 이름은 더글러스 애덤스의 책과 라디오 시리즈인 은하수를 여행하는 히치하이커를 위한 안내서에 나오는 가상의 종족인 바벨피쉬에서 유래했다. 바벨피쉬는 언어를 즉시 번역할 수 있는 능력을 가지고 있다. 이 가상의 생물 이름은 다시 성경의 바벨탑 이야기에서 언어의 혼란이 일어난 바벨 도시를 지칭한다.

## 역사
1997년 12월 9일, 디지털 이큅먼트 코퍼레이션(DEC)과 시스트란 S.A.는 babelfish.altavista.com에서 알타비스타 번역 서비스를 시작했는데, 이는 DEC의 연구원 팀에 의해 개발되었다. 2003년 2월, 알타비스타는 Overture Services, Inc.에 인수되었다.
2003년 7월, Overture는 다시 야후!에 인수되었다.
바벨피쉬의 웹 주소는 2008년 5월 9일까지 babelfish.altavista.com으로 유지되었고, 그 후에 babelfish.yahoo.com으로 변경되었다.
2012년에 웹 주소가 다시 변경되었는데, 이번에는 마이크로소프트의 빙 번역기가 야후 바벨피쉬를 대체하면서 babelfish.yahoo.com이 www.microsofttranslator.com으로 리다이렉션되었다.
2013년 6월 기준, babelfish.yahoo.com은 더 이상 마이크로소프트 빙 번역기로 리다이렉션되지 않는다. 대신, 메인 Yahoo.com 페이지로 직접 연결된다.

## 지원 언어
- 중국어 (간체) → 영어
- 중국어 (정체) → 영어
- 네덜란드어 → 영어
- 네덜란드어 → 프랑스어
- 영어 → 중국어 (간체)
- 영어 → 중국어 (정체)
- 영어 → 네덜란드어
- 영어 → 프랑스어
- 영어 → 독일어
- 영어 → 그리스어
- 영어 → 이탈리아어
- 영어 → 일본어
- 영어 → 한국어
- 영어 → 포르투갈어
- 영어 → 러시아어
- 영어 → 스페인어
- 프랑스어 → 네덜란드어
- 프랑스어 → 영어
- 프랑스어 → 독일어
- 프랑스어 → 그리스어
- 프랑스어 → 이탈리아어
- 프랑스어 → 포르투갈어
- 프랑스어 → 스페인어
- 독일어 → 영어
- 독일어 → 프랑스어
- 그리스어 → 영어
- 그리스어 → 프랑스어
- 이탈리아어 → 영어
- 이탈리아어 → 프랑스어
- 일본어 → 영어
- 한국어 → 영어
- 포르투갈어 → 영어
- 포르투갈어 → 프랑스어
- 러시아어 → 영어
- 스페인어 → 영어
- 스페인어 → 프랑스어

## 같이 보기
- Apertium
- 구글 번역
- 마이크로소프트 번역기
- 시스트란